# ويليام جونز (محامي)
ويليام جونز (بالإنجليزية: William Theopilus Jones)‏ (و. 1842 – 1882 م) هو محامي، وقاضي، وسياسي أمريكي، ولد في كورايدون، كان عضوًا في الحزب الجمهوري، توفي في كورايدون، عن عمر يناهز 40 عاماً.